# Emlichheim

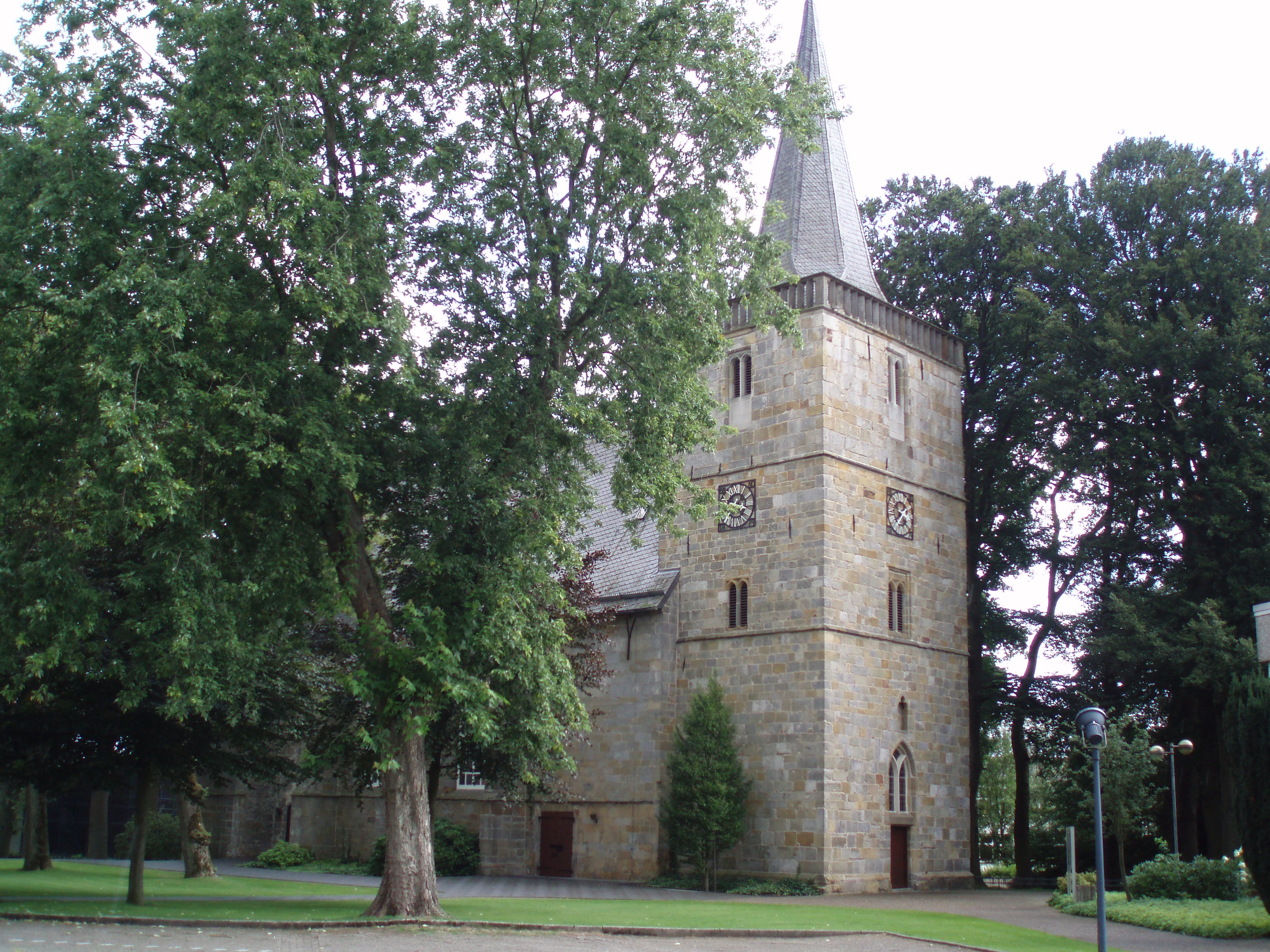
Nhà thờ

Emlichheim là một đô thị ở huyện Grafschaft Bentheim thuộc bang Niedersachsen, Đức, khoảng 20 km về phía nam của Emmen, và 25 km về phía tây bắc của Nordhorn.
Emlichheim nằm ở biên giới Đức-Hà Lan. Phía nam giáp sông Vechte còn phía bắc giáp kênh đào Coevorden-Picardy. Trong các tài liệu Hà Lan và thậm chí ngày nay, phương ngữ tiếng Hà Lan Twents, Emlichheim được gọi là Emmelkamp.